# Andreas Franz Wilhelm Schimper
Andreas Franz Wilhelm Schimper ( 12 de mayo de 1856-9 de septiembre de 1901) fue un botánico y fitogeógrafo francés, que realizó las mayores contribuciones en los campos de la Histología, Ecología y Fitogeografía.
Schimper nace en Estrasburgo, Francia, en una familia de eminentes científicos. Su padre Wilhelm Philipp Schimper (1808-1880) fue director del "Museo de Historia Natural de Estrasburgo, Profesor de Geología, y briólogo destacado. Su tío segundo era Wilhelm Schimper (1804-1878), prominente recolector y explorador en Arabia y en África del Norte y del naturalista Karl Friedrich Schimper.
Andreas estudia en la Universidad de Estrasburgo de 1874 a 1878, adquiriendo su Ph.D. Luego trabajaría en Lyon y viajaría por EE. UU., viviendo en Baltimore y en Massachusetts. En 1886 oposita y gana como profesor Extraordinario en la Universidad de Bonn, donde trabaja mucho en Histología celular, cromatóforos y metabolismo del almidón. También se interesó en Fitogeografía y en Ecología, tomando parte en expediciones a las Indias Occidentales, Venezuela en 1882-1883, y a Ceilán, Malasia y Java en 1889-1890, concentrándose en manglares, epífitas y vegetación litoral. Todo resultaría en los capítulos de Rhizophoraceae en Engler & Prantl: Natürl. Pflanzenfam. Y se hizo muy conocido por Pflanzengeographie auf Physiologischer Grundlage, publicado en la Universidad de Jena en 1898, donde acuña el término pluvisilva.
EIn 1898 acepta la invitación para unirse a la expedición germana a las profundidades marinas a bordo del Valdivia, bajo la conducción del Prof. Chun. El viaje duró 9 meses durante los cuales se visitó: islas Canarias, Camerún, Ciudad del Cabo, (donde se les une Rudolf Marloth que realizaba recolecciones al sur del Cabo), Kerguelen, New Amsterdam e Islas Cocos, Sumatra, Maldivas, Ceilán, Seychelles y el mar Rojo.
Al retornar en 1899, gana por oposición ser Profesor de Botánica en la Universidad de Basel. Pero su salud estaba muy seriamente afectada por malaria contraída en Camerún y en Dar-es-Salaam, falleciendo en 1901.
Marloth escribió una crónica de la flora de la región del Cabo a propuesta de Chun Wissenschaftliche Ergebnisse der deutschen Tiefsee-Expedition auf dem Dampfer Valdivia 1898-1899. Schimper contribuyó con dos capítulos en "Gebiet der Hartlaubgehölze" and "Der Knysnawald".
En 1883, Schimper es el primero en proponer que los vegetales se originaron de la incorporación simbiótica de un organismo con clorofila.

## Honores
Schimper es conmemorado en numerosos nombres específicos.
- La abreviatura «A.Schimp.» se emplea para indicar a Andreas Franz Wilhelm Schimper como autoridad en la descripción y clasificación científica de los vegetales.[1]